# Sigambri
I Sigambri (dal latino: Sigambri o Sicambri o Sugambri) erano un'antica popolazione germanica che abitò, e a partire dalla metà del I secolo a.C., lungo la riva destra del medio corso del fiume Reno, tra il fiume Lippe e il Sieg. Confinavano con i Marsi a est, la Gallia dei Celti a ovest, gli Usipeti a nord e i Tencteri a sud.

## Storia

### Ai tempi di Cesare e della conquista della Gallia
Nel 55 a.C. Cesare decise di passare per la prima volta il Reno, nei pressi dell'attuale città di Colonia, penetrando prima nel paese alleato degli Ubi e poi volgendo le sue armate (composte da otto legioni) verso nord, dove per diciotto giorni mise a ferro e fuoco i territori delle vicine popolazioni germaniche dei Sigambri. Questo popolo, dunque, abitava sulla riva destra del Reno, di fronte al popolo degli Eburoni, nella regione dei fiumi Sieg e Wupper, a nord degli Ubi.
Due anni più tardi, lo stesso Cesare raccontava che il suo legato, Quinto Tullio Cicerone, a capo di sette coorti della legio XIV, veniva sconfitto presso Atuatuca da duemila guerrieri sigambri.
Cesare, venuto a conoscenza dell'accaduto, raggiunse il Reno, lo passò per la seconda volta e, messo piede sul territorio germanico, qui lasciò dodici coorti di fanteria legionaria a guardia della riva destra del grande fiume, per ricordare ai Germani le precedenti devastazioni e dissuaderli dal compiere nuove scorrerie in Gallia.

### L'occupazione della Germania sotto Augusto (16 a.C.-9 d.C.)

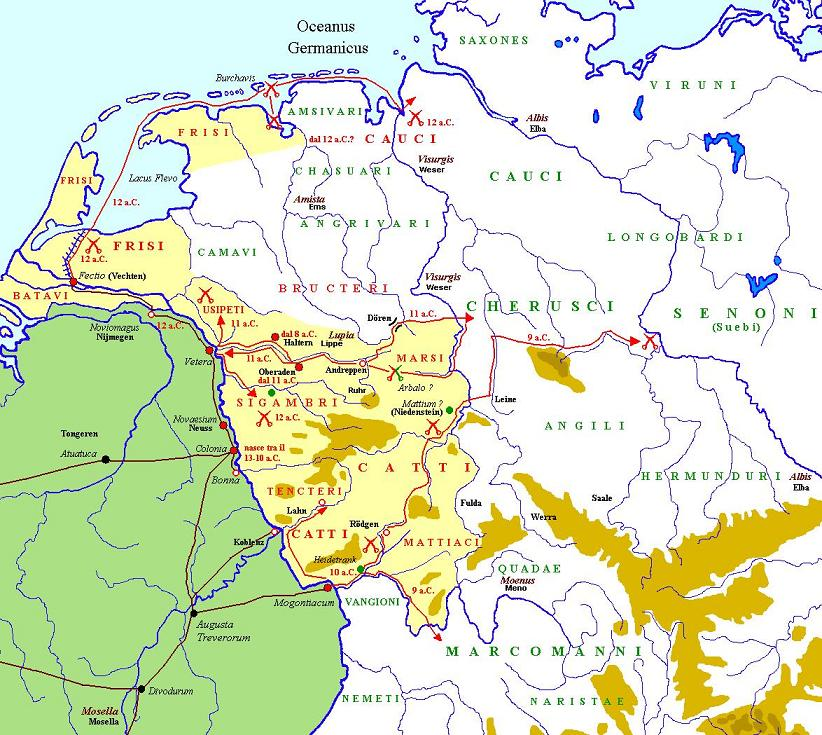
Le campagne di Druso in Germania dal 12 al 9 a.C.

Nel 16 a.C. la tribù dei Sigambri, sotto il comando di un certo Melo (il cui fratello si chiamava Betorige), insieme alle tribù alleate dei germani Usipeti e Tencteri, dopo aver battuto un esercito romano nelle loro terre ed averne catturato un certo numero di armati, impalarono ben venti centurioni (un terzo del numero complessivo di centurioni presenti in una legione!), come se fosse "un giuramento o una speranza di vittoria".
Poco dopo, invasero la vicina Gallia, saccheggiandone i territori e provocando il pronto intervento della cavalleria romana, mandata in soccorso alle guarnigioni del Limes renano. L'esito fu disastroso per i Romani, poiché non solo la cavalleria fu sorpresa e distrutta in un agguato, ma cosa ben più grave, l'esercito accorrente del governatore della provincia, Marco Lollio, fu battuto, provocando ad una delle sue legioni, la V Alaudae la perdita dell'Aquila, con grande disonore per le armate romane.
Augusto stesso, in seguito a questi eventi, decise di partire per il fronte germanico, fermandosi in Gallia per due interi anni, con l'obiettivo di rendersi conto sul da farsi. È proprio nel corso di questi anni che Augusto programmò per gli anni a venire di occupare la Germania Magna, portando così i confini imperiali dal fiume Reno al Elba.
Sottomessi i territori di Reti e Vindelici (nel 15 a.C.), Augusto inviò in Gallia nel 13 a.C., uno dei suoi due figli adottivi: Druso maggiore.
Negli anni che seguirono, soprattutto nel 12 e 11 a.C., il generale Druso avanzò in territorio germanico, battendo i Sigambri e molte delle popolazioni germaniche loro alleate come: Usipeti e Tencteri. È proprio ad una di queste campagne che fanno cenno Floro e Cassio Dione Cocceiano, ricordando un episodio di questa guerra, quando Cherusci, Suebi e Sigambri, dopo aver accerchiato Druso nelle fitte foreste della Germania (di ritorno dalla campagna dell'11 a.C.), ormai sicuri del successo, pensavano già a come spartirsi il bottino. La battaglia però volse, alla fine, a favore dei Romani che fecero dei barbari, dei loro cavalli ed armenti, bottino da vendere al mercato degli schiavi.
Una volta occupati tutti i territori delle popolazioni germaniche compresi tra i fiumi Reno e Weser, i Sigambri si dimostrarono i più restii a sottomettersi al giogo romano, anche dopo essere stati battuti pesantemente nel corso delle campagne di Tiberio dell'8-7 a.C. insieme ai vicini Suebi, oltre ad essere stati deportati, in parte, in Gallia. Per questi motivi Augusto, una volta ricevuta una ambasceria da parte del loro re Melo), decise con l'inganno di mandare tutti i loro componenti in esilio in alcune città della Gallia (nell'8 a.C.). I Sigambri esiliati, però, mal sopportando questa situazione di prigionia, si diedero la morte volontariamente, provocando un profondo sentimento di rancore del loro popolo verso i Romani.

### Da Teutoburgo alla fine del regno di Tiberio (9-37 d.C.)
L'occasione del riscatto si concretizzò pochi anni più tardi (nel 9 d.C.), quando 3 intere legioni ed il loro comandante, Publio Quintilio Varo, furono annientate nella foresta di Teutoburgo Contro di loro ed i loro alleati furono, pertanto, condotte sanguinose campagne da parte dei generali romani, Tiberio (nel 10-11 d.C.) e Germanico (nel 14-16 d.C.), per vendicare l'onta subita dagli eserciti romani.
Di loro parla Cornelio Tacito a proposito della guerra contro i Traci del 26, condotta da un certo Gaio Poppeo Sabino (console del 9). Sembra che in quella circostanza una loro coorte ausiliaria prese parte alla guerra dell'area balcanica.

### In parte assorbiti dall'Impero romano, in parte facenti parte dalla federazione dei Franchi (III secolo)
I Sigambri non sono più menzionati a partire dal 26. Ciò potrebbe significare due cose: o che la parte che si salvò allo sterminio dell'8-7 a.C., una volta deportata in Gallia si integrò nell'Impero Romano, oppure che non avendo procurato particolari problemi all'impero fino ai tempi dell'imperatore Caracalla, si fusero nella federazione di genti germaniche dei Franchi, costituitasi a ridosso del limes della Germania inferiore al principio del III secolo d.C.

### Coorti ausiliarie nell'esercito romano
A partire dalle campagne di Druso, la popolazione dei Sigambri cominciò a fornire truppe ausiliarie all'interno dell'esercito romano, come le seguenti unità:
- I Claudia Sugambrorum tironum veterana fu prima in Mesia sotto Vespasiano (nel 77[14]), poi in Mesia inferiore sotto Domiziano (nel 91[15]), Nerva (nel 96-98[16]) ed ancora sotto Antonino Pio (nel 139[17] e nel 145[18]). La troviamo in Siria nel 157[19]
- II Sugambrorum si ipotizza sua esistenza in base alla presenza della IV.
- III Sugambrorum si ipotizza sua esistenza in base alla presenza della IV.
- IV Sugambrorum si trovava in Mauretania Caesariensis sotto Traiano (nel 108[20])

## Ricordo del nome
Il termine Sigambro rimase per indicare un guerriero valoroso. Secondo la tradizione il vescovo Remigio di Reims, nel battezzare Clodoveo I usò la seguente formula "Fiero Sigambro, brucia ciò che hai adorato e adora ciò che hai bruciato!".